# Rogóźno (rejon jaworowski)
Rogóźno (ukr. Рогізно) – wieś na Ukrainie, w rejonie jaworowskim obwodu lwowskiego. Wieś liczy około 1530 mieszkańców.
W II Rzeczypospolitej do 1934 samodzielna gmina jednostkowa. Następnie należała do zbiorowej wiejskiej gminy Ożomla Mała w powiecie jaworowskim w woj. lwowskim. We wrześniu 1939 odbyła się bitwa pod Jaworowem. W 1944 nacjonaliści ukraińscy z OUN-UPA zamordowali tutaj greckokatolickiego ks. Michała Tełepa wraz z jego rodziną za publiczne potępienie banderowskiego napadu na wieś Pyszówka. Po wojnie wieś weszła w struktury administracyjne Związku Radzieckiego.